# Erwin Glod
Erwin Glod (* 9. Juni 1936 in Marpingen; † 13. August 2003) war ein deutscher Fußballspieler. Der Mittelfeldspieler gewann mit Borussia Neunkirchen in der Saison 1961/62 die Meisterschaft in der Oberliga Südwest, in der Saison 1963/64 die Meisterschaft in der Fußball-Regionalliga Südwest, setzte sich mit seinen Mannschaftskameraden in der Bundesligaaufstiegsrunde durch und kam von 1964 bis 1966 auf 31 Einsätze in der Fußball-Bundesliga, in denen er vier Tore erzielte.

## Karriere
Glod wechselte 1959 vom FC Hellas Marpingen, der in der Amateurliga Saarland spielte zu Borussia Neunkirchen in die Oberliga Südwest. Er debütierte unter Trainer Bernd Oles am sechsten Spieltag, den 20. September 1959, in der Oberliga Südwest. Die Saarländer gewannen mit 2:1 Toren beim VfR Frankenthal und der Neuzugang aus Marpingen hatte auf Halblinks gespielt. Mitspieler waren noch Torhüter Ladislav Jirasek, Werner Emser und Horst Meurer. Am Rundenende hatte Glod 20 Ligaspiele absolviert und fünf Tore beim Erreichen der Vizemeisterschaft der Elf aus dem Ellenfeldstadion erzielt. Bei seinem ersten Spiel in der Endrunde um die deutsche Fußballmeisterschaft erlebte er aber am 14. Mai 1960 bei der 0:4-Niederlage im Saarbrücker Ludwigspark vor 35.000 Zuschauern die Überlegenheit des Hamburger SV, wo sich Mittelstürmer Uwe Seeler als dreifacher Torschütze auszeichnete. In den letzten vier Runden der alten erstklassigen Oberliga kam Glod mit Neunkirchen zu drei Vizemeisterschaften im Südwesten und gewann als Höhepunkt im Weltmeisterschaftsjahr 1962 unter Trainer Alfred Preißler mit 48:12 Punkten und 102:29 Toren die Meisterschaft. Sein letzter Endrundeneinsatz datiert vom 22. Juni 1963, als er mit den Borussen ein 1:1-Remis beim Hamburger SV erreichte. In der letzten Endrunde des alten Oberligasystems hatte er am 8. Juni beim 2:1-Heimerfolg gegen die Mannschaft von Trainer Max Merkel, TSV München 1860, das Tor zur 2:0-Führung erzielt. Der Meisterelf von 1962 gehörten neben Glod noch folgende Stammspieler an: Horst Kirsch, Erich Leist, Dieter Schock, Achim Melcher, Hans Schreier, Elmar May, Paul Pidancet, Rudi Dörrenbächer, Karl Ringel, Günter Kuntz und Günter Schröder.
Da Neunkirchen trotz der imponierenden Erfolgsserie von 1959 bis 1963 in der Südwestoberliga zur Debütsaison 1963/64 nicht der neuen Leistungskonzentration Fußball-Bundesliga angehörte, startete Glod mit der Borussia in die neue Fußballära in der Regionalliga Südwest. Der Favorit gewann die Meisterschaft und zog in die erste Aufstiegsrunde zur Bundesliga im Sommer 1964 ein. Beim überraschenden 2:0-Auswärtserfolg am 20. Juni gegen den Favoriten FC Bayern München war er als linker Außenläufer im damals noch praktizierten WM-System im Einsatz. Er absolvierte alle sechs Aufstiegsspiele und Neunkirchen stieg überraschend in die Bundesliga auf. Die Elf von Trainer Horst Buhtz startete mit einer 0:2-Niederlage beim 1. FC Nürnberg in die Bundesligasaison 1964/65. Mit der Läuferreihe Glod, Leist und Schock gelang am vierten Spieltag, den 12. September 1964, im heimischen Ellenfeld durch einen 3:1-Sieg gegen den Hamburger SV der erste doppelte Punktgewinn. Das Ziel des Klassenerhalts wurde erstaunlich sicher mit dem zehnten Rang in die Tat umgesetzt. Glod hatte in 25 Ligaeinsätzen vier Tore erzielt. Sein letztes Bundesligaspiel war sein Einsatz am 2. April 1966 bei der 2:5-Auswärtsniederlage gegen Werder Bremen. Seine höherklassige Laufbahn war für den gelernten Schlosser nach dem ersten Spieltag der Saison 1966/67 in der Regionalliga Südwest nach insgesamt 72 Oberligaspielen (10), 31 Bundesligaspiele (4), zehn Regionalligaspiele und sechs Aufstiegsrundeneinsätzen für die Schwarz-Weißen aus Neunkirchen beendet.